# Каваклия (дем Сяр)
Вижте пояснителната страница за други значения на Кавакли.
Каваклия или Кавакли (на гръцки: Λευκώνας, Левконас, катаревуса Λευκών, Левкон, до 1928 Καβακλή, Кавакли) е село в Гърция, Егейска Македония, дем Сяр (Серес) с 2136 жители (2001).

## География
Селото се намира в Сярското поле на 5 километра северозападно от демовия център град Сяр (Серес).

## История

### Етимология
Името е от турското kavak, топола, като формата Каваклия е обългарена.

### В Османската империя
В XIX век Каваклия е чисто българско село в Сярската каза на Османската империя. Според „Етнография на вилаетите Адрианопол, Монастир и Салоника“ в 1873 година в Кавакли (Kavakli) има 27 домакинства и 80 жители българи.
В 1891 година Георги Стрезов определя селото като част от Овакол и пише:
| „ | Кавакли, чифлик на х. Зеки бея, както и Вишен. Кавакли е най-плодородното село по цяло поле; пространна земя за оран, градини, ливади, кошари за овци. Намира се на З от града 1/2 час. 50 къщи, български. | “ |

Според статистиката на Васил Кънчов („Македония. Етнография и статистика“) в 1900 година в Кавакли има 270 жители българи християни.
Всички християни от Каваклия са под ведомството на Цариградската патриаршия. По данни на секретаря на Българската екзархия Димитър Мишев („La Macédoine et sa Population Chrétienne“) в 1905 година в Кавакли (Kavakli) живеят 328 българи патриаршисти гъркомани. В селото има 1 начално гръцко училище с 1 учител и 14 ученици.
В 1908 - 1912 година е построен гробищният храм в Долно Каваклия „Успение Богородично“.

### В Гърция
След Междусъюзническата война в 1913 година селото попада в Гърция. В 1928 година името на селото е променено на Левкон. В селото са заселени гърци бежанци. Според преброяването от 1928 година Кавакли е смесено местно-бежанско село със 198 бежански семейства със 755 души.
Църквата „Свети Георги“ в Горно Каваклия е от първата половина на XX век.
| Име          | Име          | Ново име     | Ново име     | Описание                                        |
| ------------ | ------------ | ------------ | ------------ | ----------------------------------------------- |
| Хаджика      | Χατζίκα      | Хадзедейка   | Χατζεδαίϊκα  | местност на ЮЗ от Каваклия                      |
| Полянка      | Παλιάγκα     | Гемато       | Γεμάτο       | възвишение в Шарлия на СЗ от Каваклия (127 m)   |
| Долно Престо | Κάτω Πρέστο  | Палами       | Παλάμη       | възвишение в Шарлия на С от Каваклия (244 m)    |
| Кавакли      | Καβακλή      | Левки Корифи | Λευκή Κορυφή | възвишение в Шарлия на СИ от Каваклия (324,9 m) |
| Рахово       | Ράχοβο       | Рахи Висанис | Ράχη Βήσανης | местност в Шарлия на ССИ от Каваклия            |
| Кизил Яр     | Κιζίλ Γιάρ   | Ериторема    | Έρυθρόρεμα   | река в Шарлия на СИ от Каваклия                 |
| Кючук Али    | Κουτσούκ Άλή | Мега рема    | Μέγα Ρέμα    | реката от Шарлия, която преминава през Каваклия |

До 2011 година Каваклия е център на самостоятелен едноименен дем в ном Сяр.

## Личности
Родени в Каваклия
- Сакис Анастасиадис (р. 1961), гръцки футболист и треньор
- Христос Арходидис (1938 – 2019), гръцки футболист и треньор
- Атанас Малев (Атанасиос Малиос), гръцки четник на гръцка андартска чета в Македония[13]
- Стефанос Фотиадис, гръцки политик

Свързани с Каваклия
- Исаак Лавредидис (1911 – 1997), гръцки политик, депутат от Нова демокрация
- Илиас Полатидис (1966 – 2016), гръцки политик, депутат от Народен православен сбор
- Костас Цимикас (р. 1996), гръцки футболист